# Robert Lorenz
Robert Lorenz, född 1 april 1965 i Chicago, Illinois,  är en amerikansk filmproducent och regissör, mest känd för sina samarbeten med Clint Eastwood. Han har nominerats till Oscar för bästa film tre gånger, för Mystic River (2003), Letters from Iwo Jima (2006) och American Sniper (2014). Han har även regisserat Trouble with the Curve (2012) och The Marksman (2021).

## Filmografi
Lorenz är producent för de filmer där inget annat anges.

### Filmer
| År   | Filmer                       | Kreditera          |
| ---- | ---------------------------- | ------------------ |
| 2002 | Blodspår                     | Exekutiv producent |
| 2003 | Mystic River                 |                    |
| 2004 | Million Dollar Baby          | Exekutiv producent |
| 2006 | Flags of Our Fathers         |                    |
| 2006 | Letters from Iwo Jima        |                    |
| 2007 | Rails & Ties                 |                    |
| 2008 | Changeling                   |                    |
| 2008 | Gran Torino                  |                    |
| 2009 | Invictus – de oövervinneliga |                    |
| 2010 | Livet efter detta            |                    |
| 2011 | J. Edgar                     |                    |
| 2012 | Trouble with the Curve       |                    |
| 2014 | Jersey Boys                  |                    |
| 2014 | American Sniper              |                    |
| 2021 | The Marksman                 |                    |